# Guillermo Douglas
Guillermo Rafael Douglas Sabattini, född januari 1909 i Paysandú, död 1967, var en uruguayansk roddare.
Douglas blev olympisk bronsmedaljör i singelsculler vid sommarspelen 1932 i Los Angeles.